# Jin Ikoma
Jin Ikoma (escritura japonesa: 生駒 仁 (Ikoma Jin); Kagoshima, 1 de julio de 1999) es un futbolista japonés que juega como defensa en el Iwaki F. C. de la J2 League de Japón.

## Clubes
| Club                         | País  | Año       |
| ---------------------------- | ----- | --------- |
| Yokohama F. Marinos          | Japón | 2018-2021 |
| Kataller Toyama (cedido)     | Japón | 2018      |
| Giravanz Kitakyushu (cedido) | Japón | 2019-2021 |
| Renofa Yamaguchi F. C.       | Japón | 2022-2023 |
| Iwaki F. C.                  | Japón | 2024-     |